# 胡卡利夫卡
50°32′34″N 32°57′38″E / 50.54278°N 32.96056°E
胡卡利夫卡（烏克蘭語：Хукалівка），是烏克蘭北部的村莊，隸屬切爾尼希夫州的普里盧基區。該村始建於1550年，面積0.58平方公里，海拔高度126米，2001年人口138，人口密度每平方公里237.1人。